# Opal Tometi
Opal Tometi (ur. 15 sierpnia 1984) – nigeryjsko-amerykańska działaczka praw człowieka, publicystka. Jest współzałożycielką Black Lives Matter, a także dyrektorką wykonawczą Black-Alliance for Just Immigration (BAJI).
Jej artykuły były publikowane m.in. w „The Huffington Post” oraz „Time”.

## Dzieciństwo i młodość
Opal Tometi jest najstarszą z trójki dzieci nigeryjskich imigrantów, którzy nielegalnie imigrowali do Stanów Zjednoczonych. Urodziła się w 1984 roku w Phoenix. W jej domu rodzinnym mówiono w językach Yoruba i Esan.
W 2005 roku Tometi ukończyła studia na Uniwersytecie Arizony, uzyskując bakalaureat (licencjat) z historii, a także magistra w dziedzinie komunikacji i adwokatury. Jeszcze podczas studiów, Tometi zgłosiła się na ochotniczkę do projektu American Civil Liberties Union (ACLU), który monitorował działania przeciwników nielegalnych imigracji do USA.
7 maja 2016 roku otrzymała tytuł doktora honoris causa na Clarkson University.

## Działalność społeczna
Tometi uczestniczyła w kampanii Drop the I-Word, której celem było podniesienie świadomości na temat tego, jak omawia się tematy dotyczące historii Afroamerykanów, takie jak wielka migracja Afroamerykanów w Stanach Zjednoczonych, czy ruch praw obywatelskich. Jest zaangażowana w Black Organizing for Leadership and Dignity (BOLD), której celem jest wsparcie czarnoskórych aktywistów. Tometi jest również członkinią zarządu Puente Human Rights Movement, która zajmuje się ochroną praw rodzin i społeczności imigrantów. Była także założycielką Black-Brown Coalition of Arizona.

### Black Alliance for Just Immigration
Od 2011 roku Tometi pracuje dla Black Alliance for Just Immigration (BAJI), grupy działającej na rzecz poprawy życia Afroamerykanów oraz imigrantów z Afryki i Karaibów. Była współkierowniczką oraz dyrektorką ds. komunikacji, obecnie pełni funkcję dyrektora wykonawczego organizacji.

### Black Lives Matter
W 2013 roku wraz z Alicią Garza i Patrisse Cullors stworzyła hasztag Black Lives Matter. W organizacji pełni funkcję specjalistki ds. mediów społecznościowych. Impulsem do powstania projektu, którego celem jest zwalczanie uprzedzeń i rasizmu, było zastrzelenie Trayvona Martina.

## Pozostała aktywność
Tometi przemawiała m.in. na konferencji Facing Race Conference of 2012, na Aspen Institute’s Ideas Summit oraz w trakcie sympozjum dotyczącego technologii i praw człowieka na Grinnell College. Wystąpiła także na forum ONZ oraz uczestniczyła w działaniach Międzynarodowej Organizacji ds. Migracji oraz Komisji Statusu Kobiet.

## Wyróżnienia
Wraz z Garzą i Cullors, Tometi znalazła się na liście „100 Women of the Year 2013” magazynu „Time”, a w 2015 na liście „Politico 50”, zajmując 3 miejsce. W 2016 roku, wraz ze współzałożycielkami BLM, znalazła się na liście „największych liderów świata” w rankingu „Fortune”. W 2018 roku Tometi znalazła się na liście 200 liderów magazynu „The Guardian”.
W listopadzie 2017 roku wraz z Garzą i Tometi zostały wyróżnione nagrodą Sydney Peace Prize.
W 2017 roku została nagrodzona Letelier-Moffitt Human Rights Award. W 2019 wraz z Garzą i Cullors otrzymała PEN Oakland Josephine Miles Literary Award za When They Call You a Terrorist: A Black Lives Matter Memoir. Tometi znalazła się na okładkach m.in. magazynu „Time” oraz „The Guardian Nigeria”.
Jej sylwetka jest także prezentowana w National Museum for African American History and Culture (NMAAHC).